# The Colour of Spring
The Colour of Spring (рус. «Цвет весны») — третий студийный альбом британской группы Talk Talk, изданный лейблом EMI в 1986 году.

## Об альбоме
В The Colour of Spring синтезаторы перестали играть основную роль, как это было на предыдущих работах Talk Talk. Они были заменены на более живые инструменты. По мнению Криса Вудстры из AllMusic, в отличие от предшественника, The Colour of Spring получился концептуальнее, так как его тексты повествуют об эмоциональных взлетах и падениях, а также о размышлении над смыслом жизни. В музыкальном плане диск примечателен своими интересными ритмами, «захватывающей» оркестровкой и сложными аранжировками. Несмотря на то, что композиции, звучащие на пластинке, слабо запоминаются, сам альбом уникален.
Первым синглом с альбома стала композиция «Life’s What You Make It», ставшая хитом. За её выходом последовал коммерческий успех пластинки.
В 2002 году песня вошла в саундтрек к видеоигре Grand Theft Auto: Vice City. Также синглами стали песни «Living in Another World», «Give It Up» и «I Don’t Believe in You».
Альбом получил золотой статус в Великобритании и Канаде. Slant Magazine включил альбом в список лучших альбомов 1980-х годов, поставив его на 96 позицию.

## Список композиций
Слова и музыка всех песен — Тим Фриз-Грин и Марк Холлис.
| №  | Название                  | Длительность |
| -- | ------------------------- | ------------ |
| 1. | «Happiness Is Easy»       | 6:30         |
| 2. | «I Don’t Believe in You»  | 5:02         |
| 3. | «Life’s What You Make It» | 4:28         |
| 4. | «April 5th»               | 5:51         |
| 5. | «Living in Another World» | 6:58         |
| 6. | «Give It Up»              | 5:17         |
| 7. | «Chameleon Day»           | 3:20         |
| 8. | «Time It’s Time»          | 8:14         |

## Позиции в чартах
Альбом
| Чарт (1986)    | Наивысшая позиция |
| -------------- | ----------------- |
| Австрия        | 16                |
| Великобритания | 8                 |
| Германия       | 11                |
| Италия         | 8                 |
| Канада         | 14                |
| Нидерланды     | 1                 |
| Новая Зеландия | 7                 |
| Норвегия       | 12                |
| США            | 58                |
| Швейцария      | 3                 |
| Швеция         | 25                |

## Участники записи
- Марк Холлис — вокал, орган, гитара, фортепиано, вариофон, мелодика, меллотрон
- Ли Харрис — ударные, перкуссия,
- Пол Уэбб — бас-гитара, бэк-вокал
- Тим Фриз-Грин — продюсер, фортепиано, клавишные, меллотрон, вариофон
- Ян Курноу — клавишные
- Марк Фэлтем — губная гармоника, валторна
- Алан Горри — бас-гитара
- Робби Макинтош — гитара, добро
- Моррис Перт, Фил Реис, Мартин Дичем — перкуссия
- Дэвид Роудс — гитара
- Дэвид Роуч — саксофон
- Гейнор Сэдлер — арфа, валторна
- Дэнни Томпсон — контрабас
- Стиви Винвуд — орган, клавишные
- Джеймс Марш — обложка альбома